# Арчаба, Томислав
Томислав Арчаба (род. 25 марта 1986, Вуллонгонг, Новый Южный Уэльс) — австралийский футболист сербского происхождения, вратарь.

## Карьера
Томислав начал профессиональную карьеру в команде из его родного города, «Вуллонгонг Вулвз», с которой до 2004 года выступал в Национальной футбольной лиге, а затем в Национальной Премьер-лиге Нового Южного Уэльса.
В 2007 году голкипер заключил контракт с ирландским клубом «Слайго Роверс». За сезон в Ирландии Арчаба провёл семь матчей.
В январе 2008 Томислав перешёл в румынскую команду «Глория». До этого голкипер проходил просмотр в бухарестском «Рапиде».
26 октября 2008 года Арчаба провёл дебютную игру в новом клубе против «Стяуа». 1 декабря того же года Томислав уже на 3-й минуте матча с «Глорией» из Бистрицы был удалён с поля.
В сезоне 2008/09 клуб из Бузэу занял последнее место в чемпионате и покинул Лигу I, после чего голкипер заключил контракт с «Интернационалом». 12 сентября 2009 года Томислав провёл первую игру за новый клуб. По окончании сезона 2009/10 «Интернационал» занял 12 место в чемпионате, однако из-за финансовых проблем снялся с розыгрыша.
Арчаба в январе 2011 года подписал контракт с сербским клубом «Борча». В суперлиге Сербии Томислав дебютировал в последнем туре сезона 2010/11 во встрече с «Борацем». В следующем сезоне голкипер провёл за «Борчу» три матча и летом 2012 года покинул клуб.
В 2014 году Томислав возвратился в Австралию и начал выступать за «Рокдейл Сити Санс» в Национальной Премьер-лиге Нового Южного Уэльса.
В начале 2016 года Арчаба подписал контракт с сербским клубом ОФК. До конца сезона, по результатам которого ОФК покинул Суперлигу, Томислав не принимал участия в матчах, ограничившись лишь несколькими попаданиями в заявку на игры.